# Християн Юргенсен Томсен
Христиан Юргенсен Томсен (дан. Christian Jürgensen Thomsen) (29 грудня 1788 — 21 травня 1865) — данський археолог.
Відомий створенням формальної періодизації первісної історії людства на три фундаментальних епохи: кам'яну, бронзову та залізну добу. Така ідея пропонувалася у наукових колах Європи ще у XVIII ст., але Томсен її обґрунтував з наукової точки зору. Був секретарем комісії і куратором у Національному музеї Данії в Копенгагені з 1816 року, поділив експонати музею не за функціями чи походженням, а за критерієм прогресу — тобто довів, що матеріал і стиль виконання відповідають епосі виготовлення знаряддя. Такий поділ назвали скандинавським археологічним переворотом. У 1836 опублікував путівник по музею — «Путівник по північним старожитностям», де експонати були розподілені за системою трьох діб.
Слід зазначити, що умовний розподіл історії людства на епохи каменю, міді та заліза вперше запропонував ще у I ст. до Р. Х. вчений і письменник Давнього Китаю Юн Кан. На жаль, ці погляди протягом багатьох сторіч залишалися маловідомими.